# Usapisonbai
Usapisonbai is een bestuurslaag in het regentschap Kupang van de provincie Oost-Nusa Tenggara, Indonesië. Usapisonbai telt 645 inwoners (volkstelling 2010).